# Synagoge (Karlsbad)
Koordinaten: 50° 13′ 34″ N, 12° 52′ 41″ O

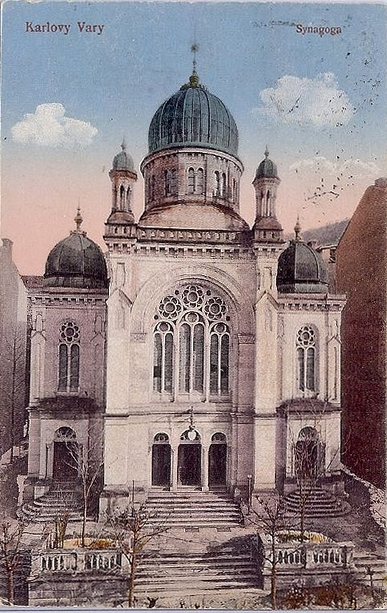
Synagoge in Karlsbad, Postkarte um 1920

Die Synagoge in Karlsbad (tschechisch Karlovy Vary), der tschechischen Bezirksstadt des Okres Karlovy Vary, wurde 1877/78 errichtet und bei den Novemberpogromen 1938 zerstört.

## Geschichte der Juden in Karlsbad
Mit der Revolution von 1848 erhielten die Juden in Karlsbad die Genehmigung zur dauerhaften Ansiedlung. Schon seit 1847 bestand ein Kurhaus für jüdische Gäste, das wohl auch einen Gebetsraum enthielt. Im selben Jahr wurde eine jüdische Schule, ein jüdisches Krankenhaus und ein Hospiz eröffnet, ein Synagogenchor gebildet und ein jüdischer Frauenverein sowie eine Chewra Kadischa gegründet.
Seit 1860 bestand in Karlsbad eine kleine Synagoge, die den jüdischen Kurgästen zur Verfügung stand. Der repräsentative Synagogenneubau wurde nach Plänen des Stuttgarter Architekten Adolf Wolff errichtet, der bereits die Synagogen in Ulm, Nürnberg, Stuttgart, Heilbronn und Łódź entworfen hatte. Die mit einer großen und zwei seitlichen kleinen Kuppeln versehene Synagoge wurde im orientalisierenden Stil erbaut. 
Zu den Rabbinern Karlsbads zählten ab 1870 E. Oppenheimer, Rudolph Plaut und Nathan Porges und schließlich von 1888 bis zu seiner Entlassung im Herbst 1938 Ignaz Ziegler (1861–1948), ein ausgezeichneter Kenner des Hebräischen und Religionsphilosoph. In den 1920er Jahren wurde für die jüdischen Kinder aus Karlsbad ein Ferienheim im 15 km entfernten Schlaggenwald eröffnet.
In kultureller Hinsicht sind der Literaturwissenschaftler Bruno Adler und der Schriftsteller Walter Serner zu nennen. Im Wirtschaftsleben spielte das Glasunternehmen Moser eine bedeutende Rolle, das 1857 durch Ludwig Moser gegründet wurde.